# Southbridge (Massachusetts)
Southbridge – miasto w Stanach Zjednoczonych,  w hrabstwie Worcester, w stanie Massachusetts.

## Religia
- Parafia św. Jadwigi